# Predimensionamiento de vigas y pilares
El predimensionamiento de vigas y pilares es el procedimiento previo al cálculo de dimensionado que es necesario llevar a cabo en estructuras hiperestáticas antes de poder calcular con precisión los esfuerzos sobre las mismas. Con el predimensionado se establecen unas dimensiones orientativas de las secciones transversales de vigas y pilares que sirven de base para un cálculo de comprobación y reajuste de las dimensiones definitivas de las secciones.
En el predimensionamiento intervienen una serie de aspectos que involucran el criterio a considerar, por lo cual se tiene que tener en cuenta que estos parámetros pueden variar dependiendo de aspectos como la calidad de material, mano de obra calificada, etc.

## Estructuras de hormigón armado (HA)
El predimensionado usa diferentes valores en términos de la longitud de los elementos:
- Predimensionamiento de vigas principales. Un posible método es utilizar h = L/9, h = L/12, siendo h la altura o canto total de la sección, y L la luz o longitud libre entre apoyos de la viga. Se considera L/9 cuando no se tiene seguridad de que el armado de la viga es correcto, y L/12 cuando se tiene seguridad del correcto armado de la viga, aunque también se pueden hacer un promedio entre los dos anteriores si los criterios son moderados. Para la base (B) de la viga se considerará B = h/2.
- Predimensionamiento de vigas secundarias. Puede usarse un criterio similar al anterior donde se empieza considerando h = L/14 y B = h/2, donde h es la altura de la sección transversal de viga, L longitud de la viga y B la base de la sección transversal de viga.
- Predimensionamiento de columnas. Análogamente puede usarse el método japonés consistente en usar la fórmula aproximada, para las dimensiones de un conjunto de pilares idénticos de sección rectangular b x d tal que se cumpla:

{\displaystyle bd\geq {\frac {P}{\phi f_{ck}}}}

Donde b es la dimensión menor de la sección transversal del pilar, d es la dimensión mayor de la sección transversal, P es el peso de la edificación, {\displaystyle \phi \;} un factor que depende del tipo de columna, fck la resistencia en compresión del hormigón usado. El factor según el tipo de pilar puede tomarse a partir de:
| Tipo    | P    | {\displaystyle \phi \;} |
| ------- | ---- | ----------------------- |
| C1      | 1.1  | 0.3                     |
| C1      | 1.1  | 0.25                    |
| C2 y C3 | 1.25 | 0.25                    |
| C4      | 1.5  | 0.3                     |

### Predimensionado según norma NTE
La NTE española y otras normas posteriores dan fórmulas aproximadas para el predimensionado de vigas y pilares que forman parte de pórticos dentro de estructuras cuyas vigas y pilares forman entramados tridimensionales ortogonales.
Para vigas es necesario conocer:
1. Si la viga forma parte de una planta intermedia o de la planta superior, y si la viga es una viga adyacente a la fachada o una viga interior de un pórtico.
2. Una vez conocido el dato anterior existen fórmulas simplificadas para el cálculo del momento flector máximo sobre la viga.
3. A partir del momento flector máximo la NTE recomienda un ancho y un alto para la sección rectangular de la viga.

Similarmente se procede para pilares, aunque aquí la sección predimensionada dependerá finalmente tanto del esfuerzo axial como del momento flector máximo.

### Predimensionado según norma DIN
Generalmente para vivienda se usan vigas de 20 x 20 como mínimo, y se aumentan las dimensiones del alto o el ancho de 5 cm en 5 cm por cada piso, es decir, 25 x 25 para una losa, 30 x 30 para dos losas, etc.

## Estructuras metálicas

### Predimensionado de vigas
Para predimensionar una viga, dadas que estas trabajan predominantemente en flexión simple, el perfil para empezar a comprobar la resistencia y la rigidez se evalúa a partir del máximo momento flector como:

{\displaystyle W_{f}\geq {\frac {M_{f}}{\sigma _{adm}}}}

Escogida una forma para el perfil, que usualmente es un perfil I, un perfil H o un perfil U, se escoge dentro de la serie de perfiles de la misma forma aquel cuyo momento resistente {\displaystyle W_{f}\,} satisface la relación anterior. Donde:
{\displaystyle M_{f}\,}, es el momento flector máximo sobre la viga.
{\displaystyle \sigma _{adm}\,}, es la tensión mecánica admisible del material de la viga.

### Predimensionado de pilares
Si se conoce de manera aproximada esfuerzo normal N sobre un pilar de esbeltez inferior a 100, con carga centrada o aproximadamene centrada, el área transversal A estará comprendida entre los límites:

{\displaystyle {\frac {N}{\chi _{max}\sigma _{adm}}}\geq A\geq {\frac {N}{\sigma _{adm}}}}

Donde el coeficiente de reducción resistente por pandeo {\displaystyle \chi _{max}\approx 0,15}. Una vez hecho el predimensionado deberá calcularse con precisión el esfuerzo axial y el momento flector sobre el pilar, determinando la sección crítica y calculando que la tensión máxima este por debajo de los límites admisibles.